# Luna 6
Luna 6, também conhecida como Luna E-6 No.7, foi a designação de uma sonda soviética do Programa Luna usando a plataforma E-6, com o objetivo de efetuar um pouso suave na Lua.
Depois de um lançamento bem sucedido em 8 de Junho de 1965, devido a uma falha numa manobra de correção de curso, a espaçonave passou pela lua e entrou numa órbita heliossíncrona.

## O Lançamento
A Luna 6 foi lançada por um foguete Molniya-M (8K78M) as 07:41:00 UTC de 8 de Junho de 1965, a partir da plataforma 1/5 do Cosmódromo de Baikonur. Depois de um lançamento bem sucedido e de ter atingido uma órbita de espera de 167 por 182 km, o estágio superior do foguete, um Bloco-L, reiniciou e ela foi colocada em trajetória de injeção translunar.

## A Falha
A missão Luna 6 prosseguiu como planejado até o momento de uma correção de curso planejada para 9 de Junho. Apesar de o motor principal ter sido acionado, não se conseguiu desligá-lo e ele continuou funcionando até que o combustível se esgotasse.
Apesar da espaçonave não ter sido capaz de pousar na Lua, os controladores a usaram para simular um pouso; tarefa que foi completada com sucesso. A Luna 6 passou pela Lua em 11 de Junho, com uma aproximação máxima de 159.612,8 km. O contato foi mantido até uma distância de 600.000 km da Terra.